# Operação Morvarid
A Operação Morvarid (em persa: عملیات مروارید) foi uma operação lançada pela Marinha e Força Aérea iranianas contra as instalações da Marinha iraquiana em 27 de novembro de 1980 em resposta ao posicionamento do Iraque de radares e equipamentos de monitoramento na Mina Al-Bakr e Khor-al-Amaya plataformas de petróleo para combater as operações aéreas iranianas. A operação resultou em uma vitória para o Irã, que conseguiu destruir tanto plataformas de petróleo quanto grande parte da Marinha iraquiana e infligiu danos significativos a portos e aeródromos iraquianos.

## Antecedentes
No final de novembro, os iranianos decidiram atacar duramente a destruição iraquiana da Refinaria de Abdan. Eles resolveram neutralizar os terminais de petróleo offshore de Kohr al-Amaya e Mina al-Bakr. Ao fazer isso, eles planejavam atrair a marinha do Iraque para o mar aberto e permitir que a força aérea e a marinha do Irã a desmontassem.

## Batalha
Em 27 de novembro de 1980, depois que técnicos iranianos prepararam o maior número possível de aeronaves e helicópteros, F-4 Phantoms iranianos e F-5 Tiger II atacaram aeródromos iraquianos ao redor de Basra.
Durante a noite de 28 de novembro, seis navios da Força-Tarefa 421 da Marinha da República Islâmica do Irã destacaram fuzileiros navais iranianos nos terminais petrolíferos iraquianos em Mina al Bakr e Khor-al-Amaya. Os fuzileiros navais, apoiados pelos AH-1J Cobras, Bell 214s e CH-47C Chinooks da Army Aviation, eliminaram a maioria dos defensores iraquianos durante um curto tiroteio, em seguida, implantaram um grande número de bombas e minas. Eles foram então evacuados de helicóptero e deixaram as instalações petrolíferas iraquianas e as bases de alerta precoce em chamas.
Ao mesmo tempo, dois barcos de mísseis iranianos da classe Kaman (tipo La Combattante II) (Paykan e Joshan) bloquearam os portos de Al Faw e Umm Qasr, bloqueando 60 navios estrangeiros e bombardeando ambas as instalações.
Em resposta, a Marinha iraquiana enviou torpedeiros P-6 e barcos mssile da classe Osa II para um contra-ataque. Os barcos envolveram os dois mísseis iranianos que conseguiram afundar dois Osas com mísseis Harpoon. Os três barcos de mísseis restantes da classe Osa continuaram a atacar o míssil Paykan. A tripulação do Paykan chamou a IRIAF para obter assistência, que enviou dois F-4 (cada um armado com seis mísseis AGM-65 Maverick). Quando chegaram, no entanto, Paykan havia sido afundado após ser atingido por dois mísseis iraquianos P-15 Termit. Em resposta, os F-4 atacaram os navios iraquianos restantes e afundaram três Osa II e quatro P-6.
Logo outros quatro F-4 iranianos chegaram da Base Aérea de Shiraz, bombardearam o porto de Al Faw e, junto com os F-5, destruíram os locais de SAM iraquianos ao redor. Um F-4 iraniano também foi derrubado, enquanto outro foi atingido e danificado por um míssil terra-ar iraquiano SA-7, mas conseguiu retornar à base.
Neste momento, as formações iranianas F-14 Tomcat se juntaram à batalha e, juntamente com vários F-4, cobriram a retirada da Força-Tarefa 421 e bombardearam as plataformas de petróleo iraquianas. Em seguida, atacaram o terminal de Mina al Bakr. Um Su-22 iraquiano atacou Paykan, que conseguiu derrubá-lo com sua torre de canhão de 76 mm. Os iraquianos embaralharam quatro MiG-23 Floggers para defender o terminal. Pouco depois, um F-14 iraniano derrubou um dos MiGs, forçando os outros MiG-23 a fugir.

## Consequências
A destruição de locais de SAM iraquianos e de equipamentos de radar e monitoramento possibilitou que o IRIAF atacasse novamente pelo sul do Iraque. O míssil iraniano Joshan que participou desta operação foi mais tarde afundado durante a Operação Praying Mantis por navios de guerra da Marinha dos EUA.